# LRA36 Radio Nacional Arcángel San Gabriel

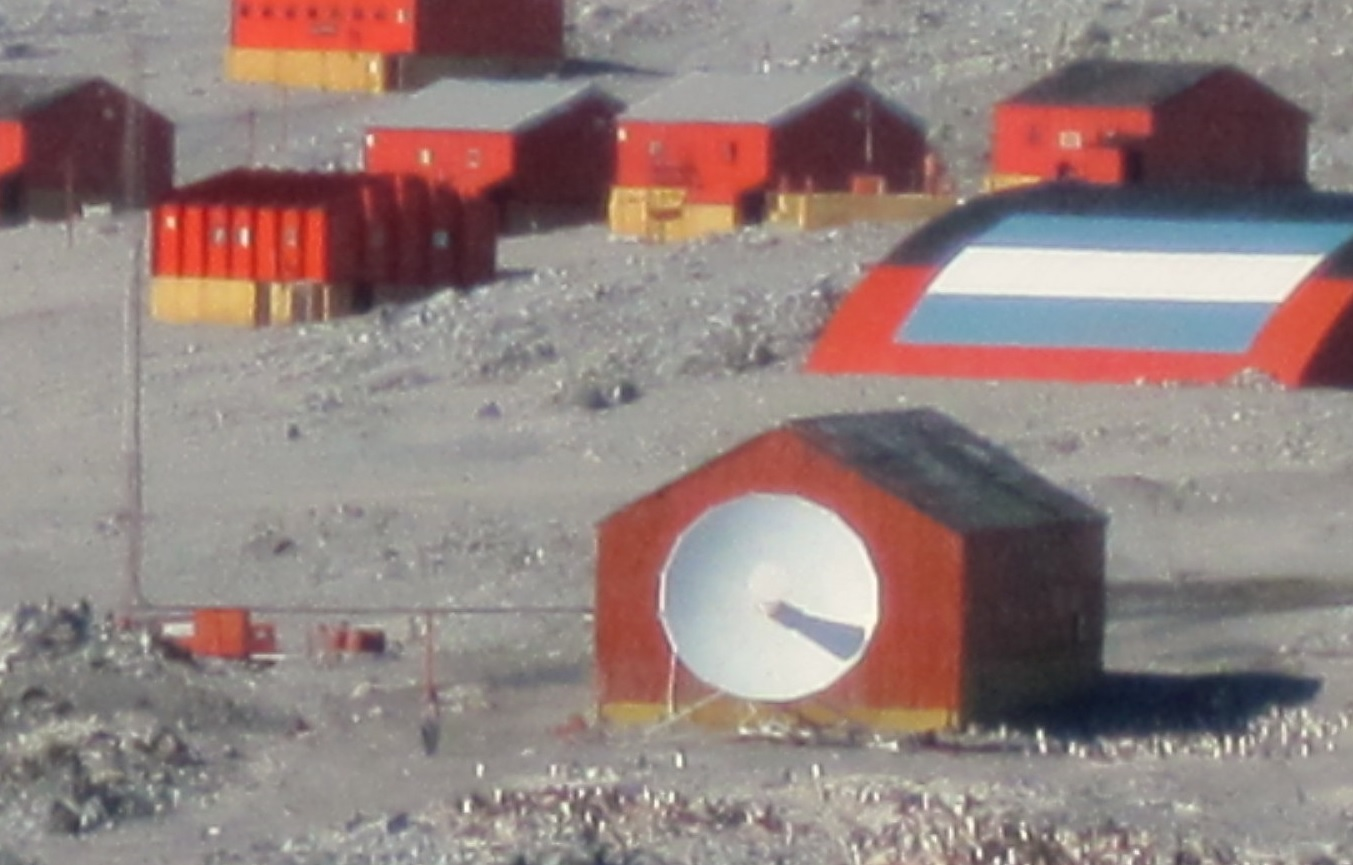
Detrás de la gran antena blanca del primer plano se encuentra el edificio que alberga la radio.

LRA36 Radio Nacional Arcángel San Gabriel (también conocida como Radio San Gabriel o Radio Arcángel San Gabriel), es una estación de radio que transmite en 15476 kHz en la banda de 19 metros en Onda Corta y 96.7 MHz por FM, desde la Base Esperanza, Antártida Argentina. Radio Nacional Arcángel San Gabriel es una de las estaciones de radio más australes del mundo y la única emisora estatal que transmite desde la Antártida en onda corta.
Su señal de intervalo incluye la identificación de la radio en varios idiomas.

## Historia y características
La primera experiencia de una radio en la base fue la utilización de una las frecuencias de los canales meteorológicos del móvil marítimo en la Nochebuena de 1978. Allí se difundieron villancicos y la misa de gallo ofrecida por el capellán de la base Buenaventura De Filippis de la capilla San Francisco de Asís. La transmisión fue captada por el resto de las estaciones antárticas argentinas y otras extranjeras hispanohablantes con un buen margen de aceptación. Tras esto, se realizó el planteo y los trámites hacia la Secretaría de Comunicaciones, el Ministerio de Relaciones Exteriores y Culto y la Secretaría de Información Pública.
El 24 de agosto de 1979 zarpó desde el Puerto de Buenos Aires el rompehielos ARA Almirante Irízar en su viaje inaugural, transportando un transmisor de 1200 watts, una consola de transmisión, grabadores, columnas de cemento para transporte de cables de energía eléctrica, torres, antenas, material de difusión, accesorios diversos y seis expertos en comunicaciones para instalar una estación de radio. El rompehielos llegó el 17 de septiembre del mismo año y desde ese día comenzó la construcción de los estudios y la instalación de las antenas y equipos.
La estación radial comenzó sus transmisiones el día 20 de octubre de 1979 a las 11:20 (hora local) con el mensaje:

Aquí LRA36 Radio Nacional Arcángel San Gabriel en su frecuencia de 6030 Kilohertz, banda de 49 metros, emitiendo desde Base Esperanza en la Antártida Argentina, juntamente con las emisoras que integran la cadena oficial de radiodifusión...

Las primeras emisiones fueron apoyadas por LRA10 Radio Nacional Ushuaia y LRA24 Radio Nacional Río Grande. La primera canción escuchada fue La Primavera, milonga de Víctor Velásquez. El primer programa se llamó «Horizontes de Hielo» y trató sobre las actividades de la Base Esperanza y el Fortín Sargento Cabral. También informó actualidades de las otras bases argentinas e informes glaciológicos y meteorológicos.
LRA36 es operada por el personal del Ejército Argentino que se encuentra en la base, dedicándose al control, mantenimiento y operación técnica del equipamiento, siendo sus locutoras las esposas de distintos militares. Antes de su llegada, el personal designado (tres locutoras y un operador) asiste a un curso del Instituto Superior de Enseñanza Radiofónica durante dos meses. En sus instalaciones también se encuentra la biblioteca de la base.
El propósito de la radio es tender lazos en la Antártida y difundir internacionalmente la cultura de Argentina. Dentro de la Base, acompaña al personal en sus tareas diarias y recuerda la música argentina. Para hacer conocer la radio al mundo, se difunde información sobre las costumbres argentinas. También se informa sobre las activades y la presencia de Argentina en la Antártida.
En sus inicios, Radio Nacional Arcángel San Gabriel transmitía en 6030 kHz en Onda Corta en la banda de 49 metros y operaba con una potencia de 1,2 Kilowatt. Debido a que emite a través de la onda corta, la radio llamó la atención y comenzó a ser escuchada en el resto de las bases del territorio antártico argentino, el territorio continental argentino y varias partes del mundo.

## Programación
Las transmisiones son de lunes a viernes de 15:00 a 18:00 (hora de Argentina), en onda corta, y de 8:00 a 12:00, en FM, realizando un programa informativo y de interés general («Noticias y deportes»), que incluye noticias nacionales, internacionales, datos sobre el tiempo de las bases argentinas y el territorio continental, fechas de interés y música solicitada. En algunas ocasiones se integran llamadas de amigos y familiares desde el continente para sorprender a algún habitante de la base. Los datos meteorológicos provienen tanto de la Base Esperanza como de la Base Marambio.
Los alumnos y docentes de la escuela de la base, Nacional N° 38 Raúl Ricardo Alfonsín, lanzaron en 2003 un micro radial llamado «Pingüinitos al Aire», siendo transmitido por LRA 36. Otro micro de la radio se llama «Argentinos en la Antártida» y cuenta sobre las historias y hazañas de algunos argentinos destacados en la historia antártica. Otro se llama «Reflexiones». Allí se realizan lecturas de libros y frases.
En el micro «Ciencia y Técnica» se informa sobre las novedades del mundo de la ciencia y la tecnología. «Efeméride y Santoral» recuerda acontecimientos históricos y el santoral de cada día. «Turismo» cuenta sobre los sitios más atractivos de Argentina. Finalmente, otro de los micros es «Costumbres y leyendas argentinas».
La radio incluye un programa por la tarde, de lunes a viernes de 15:00 a 18:00, llamado «De Esperanza al Mundo», que es escuchado por diexistas de varios países.